# درخت پروانه
 درخت پروانه(نام علمی: Laburnum) نام یک سرده از تیره باقلاییان است.